# Charlie Ewels

a Compétitions nationales et continentales officielles uniquement.

b Matchs officiels uniquement.
Dernière mise à jour le 30 janvier 2024.
Charlie Ewels, né le 29 juin 1995 à Bournemouth (Angleterre), est un joueur international anglais de rugby à XV jouant au poste de deuxième ligne à Bath Rugby en Premiership depuis 2014.

## Biographie

### Carrière en club
En fin de saison 2022-2023, alors qu'il n'a pas encore joué de la saison à cause d'une blessure, il est prêté à court terme aux Blue Bulls, en Afrique du Sud pour la fin de la Currie Cup. L'objectif est de jouer et de se montrer avant la Coupe du monde 2023, dans l'espoir d'u participer.
Durant la saison 2023-2024, il est titulaire lors de la finale de Premiership perdue 25 à 21 contre les Northampton Saints,.

### Carrière internationale
Après être passé par l'équipe d'Angleterre des moins de 20 ans entre 2014 et 2015, Charlie Ewels est appelé pour la première fois par le sélectionneur Eddie Jones dans le groupe anglais le 8 mai 2016 pour un stage de trois jours. Il connait finalement sa première cape le 19 novembre 2016 en rentrant en cours de match contre les Fidji.
En juillet 2019, il est sélectionné en équipe nationale pour préparer la Coupe du monde 2019.
Fin janvier 2024, à la suite du forfait de Nick Isiekwe, malade, il est appelé en équipe d'Angleterre pour la première journée du Tournoi des Six Nations 2024. N'étant pas utilisé lors des trois premières journées, il est convoqué avec l'équipe d'Angleterre A afin d'affronter le Portugal et est nommé capitaine.

## Palmarès

### En club
- Bath Rugby
  - Finaliste du Championnat d'Angleterre en 2015 et 2024.
  - Vainqueur de la Challenge Cup en 2025.
  - Vainqueur du Championnat d'Angleterre en 2025.

### En équipe nationale
- Angleterre
  - Vainqueur du Tournoi des Six Nations en 2020.
  - Vainqueur de la Triple Couronne en 2020.
  - Vainqueur de la Coupe d'automne des nations en 2020.